# (428) Monachia
(428) Monachia es un asteroide perteneciente al cinturón de asteroides descubierto por Walther Augustin Villiger desde el observatorio universitario de Múnich, Alemania, el 18 de noviembre de 1897.

## Designación y nombre
Monachia fue designado al principio como 1897 DK.
Más tarde se nombró con la versión en latín del nombre de Múnich, una ciudad de Alemania y lugar del descubrimiento del asteroide.

## Características orbitales
Monachia orbita a una distancia media del Sol de 2,307 ua, pudiendo acercarse hasta 1,894 ua y alejarse hasta 2,72 ua. Su inclinación orbital es 6,199° y la excentricidad 0,179. Emplea en completar una órbita alrededor del Sol 1280 días.